# Потка
Потка — река в России, протекает в Пермском крае и Республике Удмуртия. Правый приток реки Чёрная (приток Сивы).

## География
Река Потка берёт начало у деревни Суроны Шарканского района Удмуртии (в качестве истока также может рассматриваться её приток, река Верхняя Потка, берущая начало у села Зюзино). Река течёт на восток, пересекает границу Пермского края. Впадает в реку Чёрную у деревни Развилы Большесосновского района. Устье реки находится в 5 км по правому берегу реки Чёрная. Длина реки составляет 37 км (вместе с Верхней Поткой).
Притоки (от истока до устья): Колпаковка, Верхняя Потка, Быстрая, Опалишка, Луговая, Малая Речка, Поперечная, Мельничная.

## Данные водного реестра
Река относится к Камскому бассейновому округу; бассейн — Кама; подбассейн — бассейны притоков Камы до впадения Белой.
Водохозяйственный участок — Кама от Воткинского гидроузла до Нижнекамского гидроузла, без рек Буй (от истока до Кармановского гидроузла), Иж, Ик и Белая.
Код объекта в государственном водном реестре — 10010101412111100015427.